# Oberbüchel
Oberbüchel ist ein Ort in der Gemeinde Engelskirchen im Oberbergischen Kreis in Nordrhein-Westfalen in Deutschland.

## Lage und Beschreibung
Der Ort liegt am südöstlichen Ortsrand von Engelskirchen an der Agger. Nachbarorte sind Hardt, Unterkaltenbach und Miebach.

## Geschichte
1413 wird der Ort mit der Bezeichnung „Buchgel“ erstmals in einer Kämmereirechnung für den Fronhof Lindlar genannt. In der Karte Topographische Aufnahme der Rheinlande von 1825 wird auf umgrenztem Hofraum ein einzelner Grundriss gezeigt. In der Preußischen Uraufnahme von 1845 sind vier getrennt voneinander liegende Grundrisse aufgeführt. Mit der amtlichen topografische Karte von 1896 wird die Ortsbezeichnung Oberbüchel eingeführt.